# Calisoga sacra
Calisoga sacra là một loài nhện trong họ Nemesiidae.
Calisoga sacra được miêu tả năm 1937 bởi Chamberlin.